# Taizi (köpinghuvudort i Kina, Hubei Sheng, lat 30,03, long 115,18)
Taizi är en köpinghuvudort i Kina. Den ligger i provinsen Hubei, i den centrala delen av landet, omkring 110 kilometer sydost om provinshuvudstaden Wuhan. Antalet invånare är 36 606. Befolkningen består av 17 851 kvinnor och 18 755 män. Barn under 15 år utgör 22,0 %, vuxna 15-64 år 69 %, och äldre över 65 år 7,0 %.
Runt Taizi är det tätbefolkat, med 397 invånare per kvadratkilometer. Närmaste större samhälle är Futu, 17,3 km sydväst om Taizi. Omgivningarna runt Taizi är en mosaik av jordbruksmark och naturlig växtlighet.
Genomsnittlig årsnederbörd är 2 084 millimeter. Den regnigaste månaden är maj, med i genomsnitt 332 mm nederbörd, och den torraste är januari, med 56 mm nederbörd.